# Francescantonio Nolè

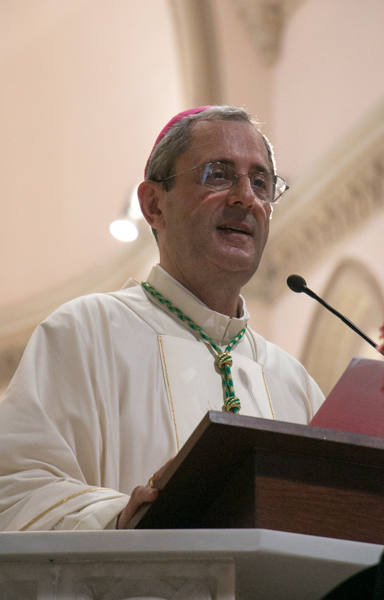
Erzbischof Francescantonio Nolè (2015)

Erzbischofswappen

Francescantonio Nolè OFMConv (* 9. Juni 1948 in Potenza; † 15. September 2022 in Rom) war ein italienischer römisch-katholischer Ordensgeistlicher und Erzbischof von Cosenza-Bisignano.

## Leben
Francescantonio Nolè trat der Ordensgemeinschaft der Minoriten bei und der Bischof von Sessa Aurunca, Vittorio Maria Costantini OFMConv, weihte ihn am 2. September 1973 zum Priester. 
Papst Johannes Paul II. ernannte ihn am 4. November 2000 zum Bischof von Tursi-Lagonegro. Der Pro-Präfekt der Kongregation für die Bischöfe und Präsident der Päpstlichen Kommission für Lateinamerika, Giovanni Battista Re, spendete ihm am 10. Dezember desselben Jahres die Bischofsweihe; Mitkonsekratoren waren Gioacchino Illiano, Bischof von Nocera Inferiore-Sarno, und Ennio Appignanesi, Erzbischof von Potenza-Muro Lucano-Marsico Nuovo. Als Wahlspruch wählte er In simplicitate et laetitia. Am 7. Januar des nächsten Jahres fand die Amtseinführung im Bistum Tursi-Lagonegro statt.
Am 15. Mai 2015 ernannte ihn Papst Franziskus zum Erzbischof von Cosenza-Bisignano. Seine Amtseinführung fand am 4. Juli desselben Jahres statt.
Erzbischof Nolè verstarb nach kurzer schwerer Krankheit am 15. September 2022 im Alter von 74 Jahren in der römischen Gemelli-Klinik.